# Mangifera longipes
Mangifera longipes är en sumakväxtart som beskrevs av William Griffiths. Mangifera longipes ingår i släktet Mangifera och familjen sumakväxter. Inga underarter finns listade i Catalogue of Life.